# Geografia Paragwaju

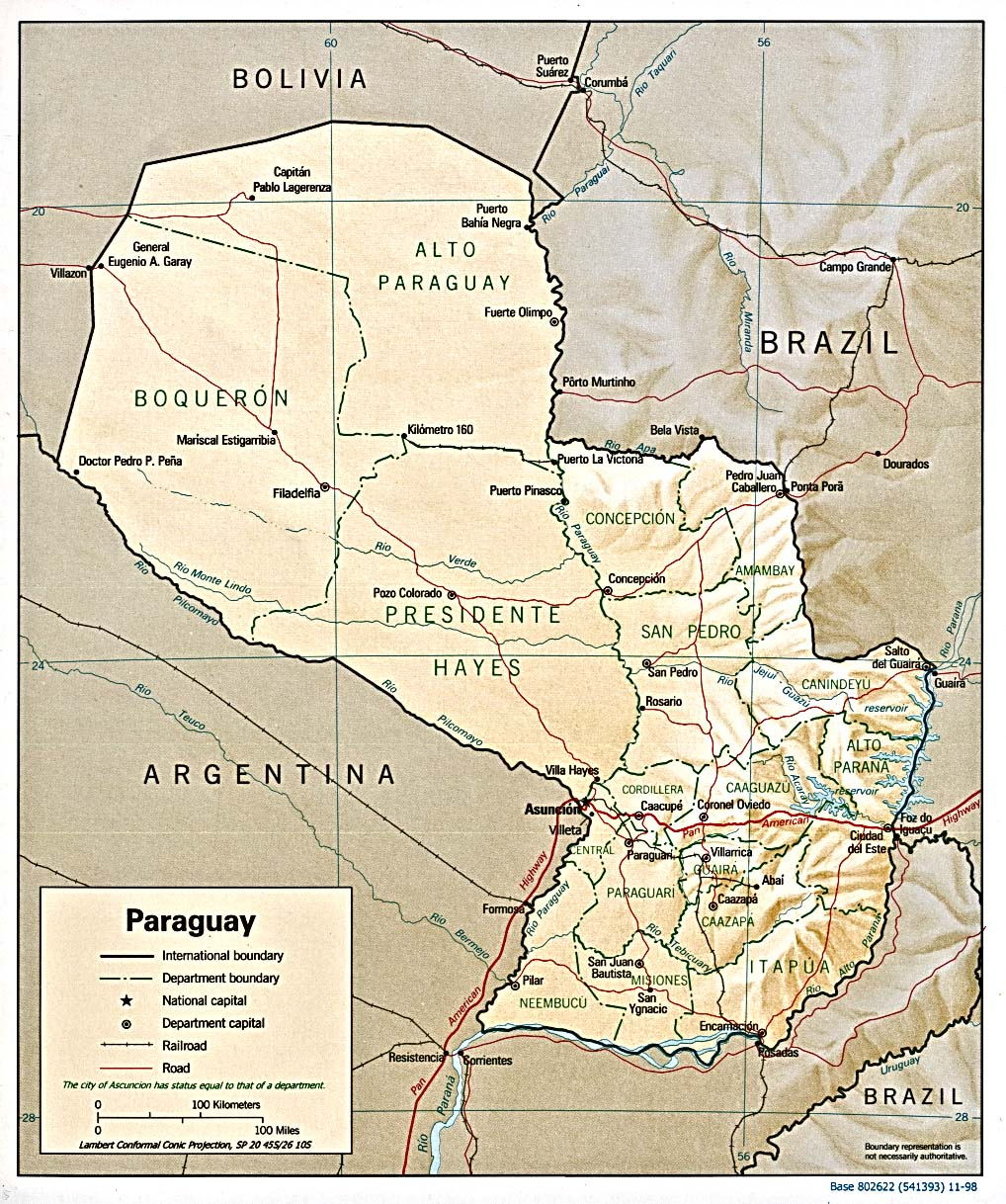
Mapa Paragwaju

Paragwaj jest jednym z mniejszych państw Ameryki Południowej i drugim obok Boliwii państwem niemającym dostępu do morza. Kraj leży w środkowo-południowej części Ameryki Południowej i oddalony od najbliższego akwenu (Atlantyk) o 1450 km. Paragwaj jest stosunkowo nizinnym krajem o zwrotnikowym klimacie.

## Powierzchnia, położenie i granice
Powierzchnia:
- całkowita – 406 750 km²
- ląd – 397 300 km²
- wody: 9450 km²

Położenie – Paragwaj leży między 19° i 27°'S oraz między 54° i 62°'W. Jego terytorium ma kształt nieregularnego klina. Rozciągłość południkowa wynosi 890 km, a równoleżnikowa 860 km. Przeciętna szerokości Paragwaju wynosi 330 km.

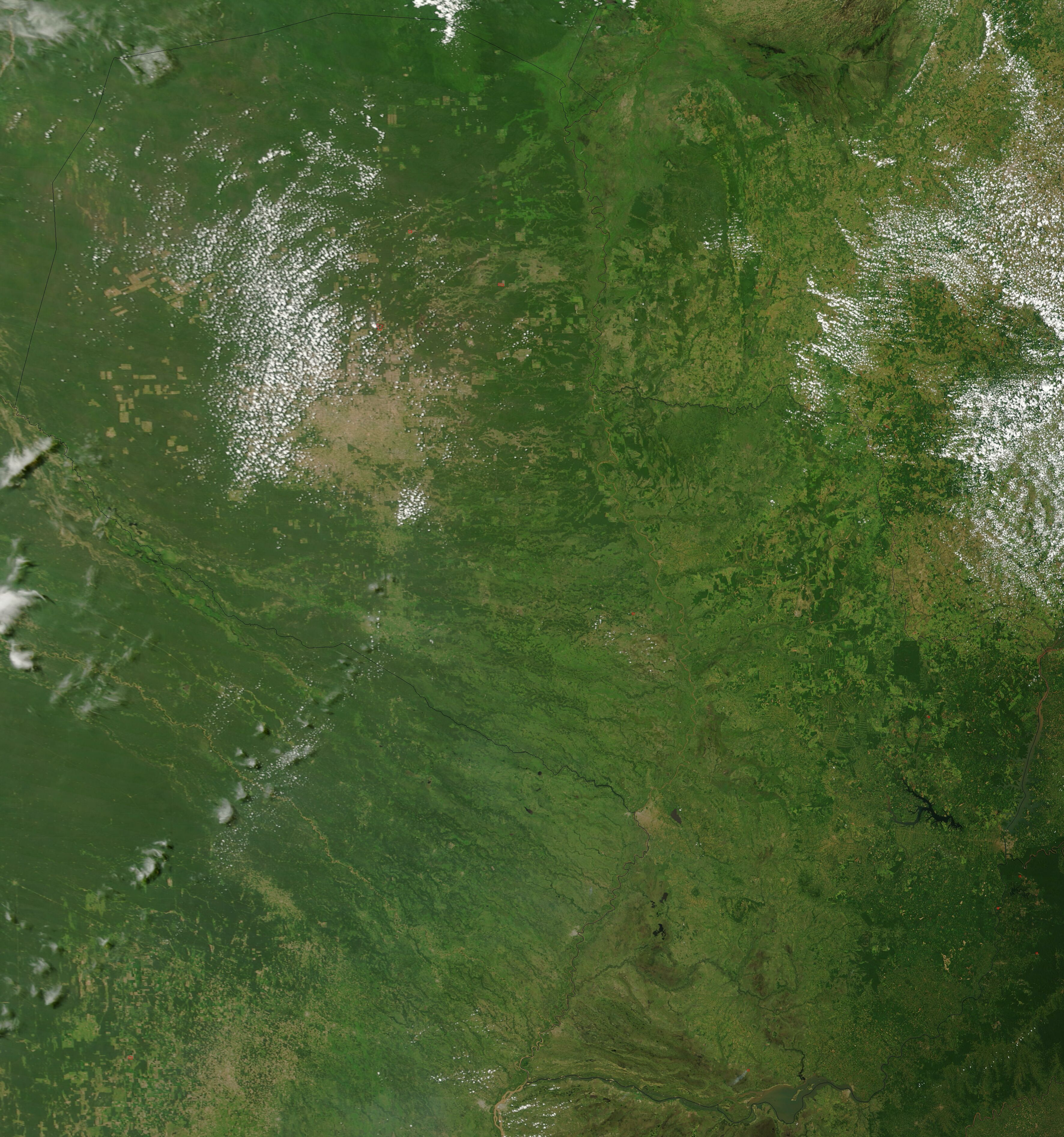
Mapa satelitarna Paragwaju

Paragwaj graniczy z następującymi państwami:
- Argentyna – 1880 km
- Boliwia – 750 km
- Brazylia – 1290 km

## Budowa geologiczna
Paragwaj leży w obrębie płyty południowoamerykańskiej, na jego obszarze znajdują się dwie jednostki geologiczne. Są to: zapadlisko La Plata-Orinoko na zachodzie kraju i tarcza brazylijska na wschodzie. Obie jednostki geologiczne rozdziela płynąca z północy na południe rzeka Paragwaj.
Zajmujące prawie dwie trzecie powierzchni kraju zapadlisko La Platy jest aluwialną niziną. W jej podłożu występują utwory paleozoiczne i mezozoiczne oraz trzeciorzędowe. Obszar ten jest przykryty czwartorzędową serią osadów, w skład której wchodzą żwiry, piaski i muły. Miejscami też występują pokrywy lessowe.
Wschodnia część kraju to region geologiczny tarczy brazylijskiej. W tym regionie podłoże stanowi olbrzymia płyta bazaltowa. Najwyższym regionem jest Wyżyna Parany zbudowana z poprzecinanych intruzjami piaskowców. W regionie tym występują wzniesienia i krystaliczne grzbiety oraz liczne ostańce denudacyjne.

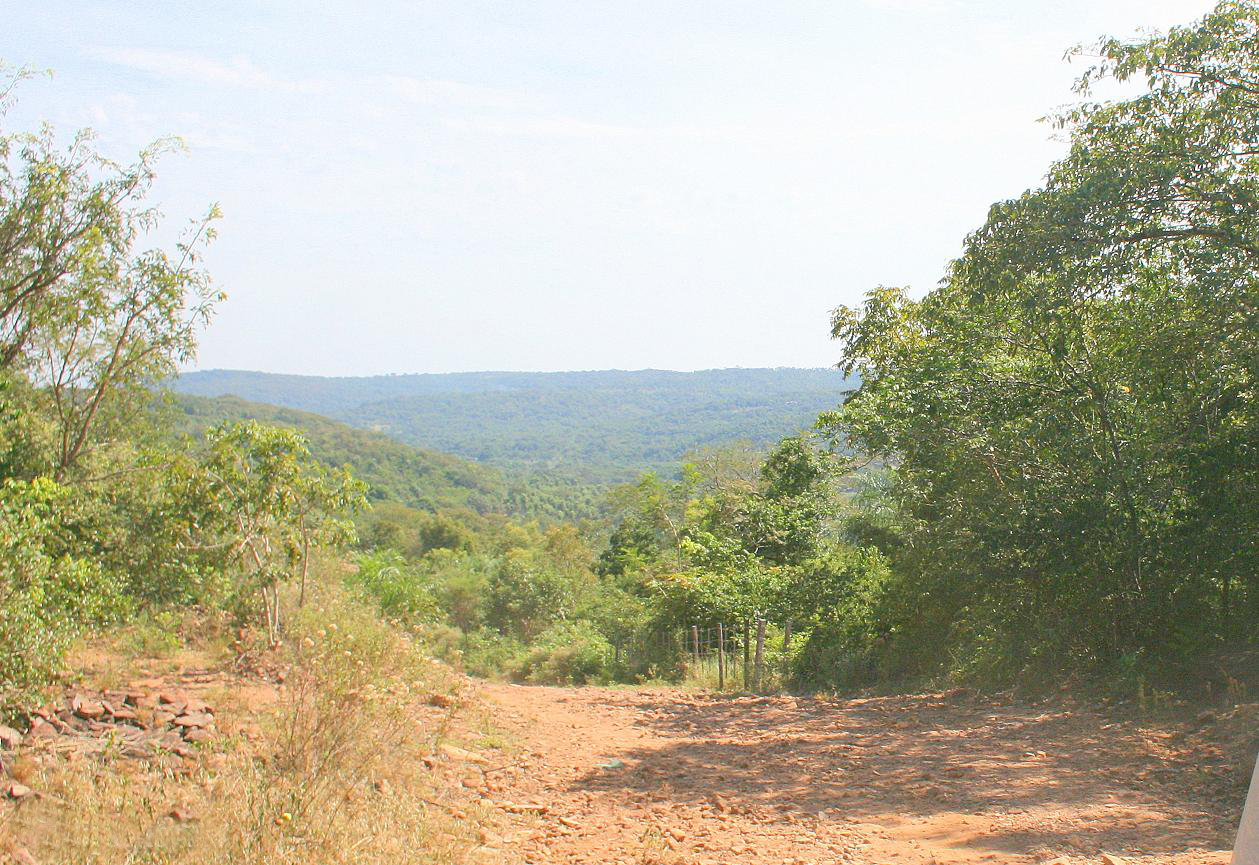
Lasy we wschodniej części Paragwaju

## Rzeźba
Paragwaj jest krajem w większości nizinnym, a obszary wyżynne zajmują około 1/4 powierzchni kraju, zaś góry tylko niewielki procent powierzchni kraju i w dodatku są to obszary leżące poniżej 700 m n.p.m. Paragwaj tak jak pod względem geologii, tak i pod względem rzeźby dzieli się na dwa regiony rozdzielone przez rzekę Paragwaj.
Region wschodni, leżący po wschodniej stronie rzeki Paragwaj jest stosunkowo nizinny, gdzie tereny wyżynne zajmują wschodnią, północną i środkową część tego regionu. Są to obszary będące południowym skrajem Wyżyny Brazylijskiej. Przy granicy z Brazylią ciągnie się najwyższe pasmo górskie kraju – Cordillera del Amambay (700 m n.p.m.), położone na terenie Parku Narodowego Cerro Corá. Ku południowemu wschodowi góry przechodzą w niższe pasmo Cordillera de Mbaracayú (400–500 m n.p.m.), które stanowi dział wodny pomiędzy rzekami Parana i Paragwaj. Cordillera de Caaguazú to kolejne pasmo górskie Paragwaju, położone w środku kraju, w pobliżu pasma Cordillera del Ybyturuzú. Najwyższy szczyt Paragwaju – Cerro Peró wznosi się na 842 m n.p.m.
Region zachodni jest obszarem wybitnie nizinnym, leżącym na wysokości około 200 m n.p.m. Dzieli się na dwie części: Chaco Seco – Dolne Chaco i Alto Chaco – Górne Chaco. Równina Chaco Boreal, leżąca w Chaco Seco, pochylona jest lekko ku wschodowi, opadając ku rzece Paragwaj. W kierunku zachodnim region lekko się podnosi do około 300 m n.p.m. W północno-zachodniej części Chaco, przechodzącej w przedgórza Andów, znajduje się Alto Chaco, region mający postać wzgórz o wysokości do 400 m n.p.m.

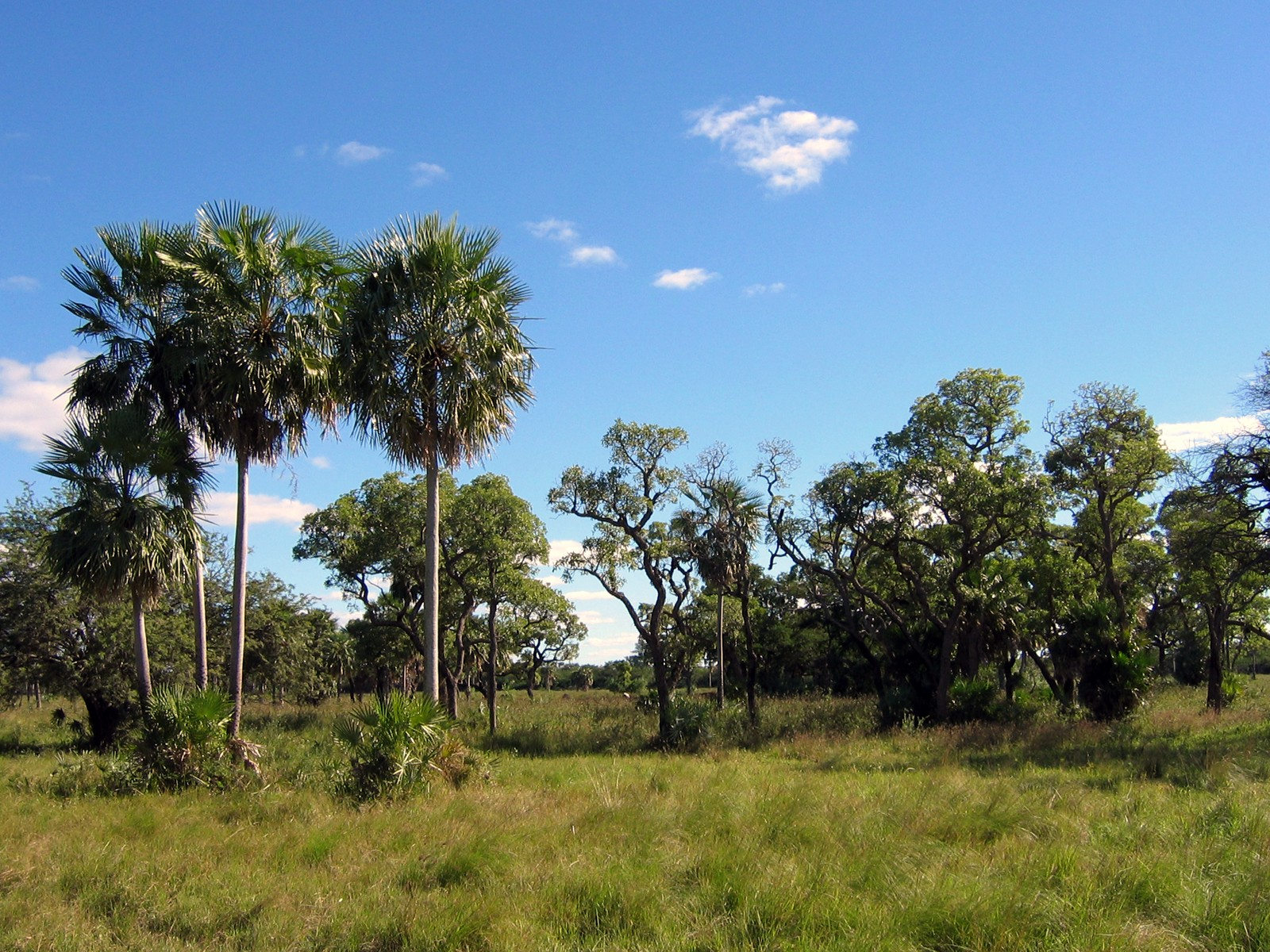
Lasy chaco

## Klimat
Paragwaj leży w strefie klimatu zwrotnikowego, który dzieli się na dwa typy: kontynentalny na zachodzie i przejściowy w środkowej i wschodniej części kraju. Chaco i wschodni Paragwaj różni się warunkami klimatycznymi, które głównie przejawiają się różnicą w opadach deszczu. Północno-wschodni kraniec Paragwaju cechuje się wilgotną odmianą klimatu zwrotnikowego.
Średnia temperatura w Chaco w miesiącach letnich (X-III) waha się tu około 20 °C, a miesiącach zimowych (IV-XI) – spada do 19 °C. Zimą napływają tu czasami gorące masy powietrza równikowego, podnosząc temperaturę do 30-35 °C, noce natomiast są na ogół chłodne i temperatura spada często do 0 °C. We wschodnim Paragwaju średnie temperatury miesięcy letnich wahają się ok. 27 °C, zimowych – od 15-21 °C. Niekiedy temperatura spada na kilka godzin do 8 °C, a nocą zdarzają się przymrozki. Charakter kontynentalny klimatu rośnie ku zachodowi, a rejon Chaco należy do najgorętszych regionów kontynentu południowoamerykańskiego (temperatury maksymalne do 47 °C). Jednak występują tam również gwałtowne ochłodzenia, przynoszone przez wiatry zwane pamperos.
W miarę posuwania się ze wschodu na zachód zmniejsza się ilość opadów. Na Wyżynie Parany roczna suma opadów wynosi ok. 2000 mm, w dolinie rzeki Paragwaj – od 1 200-1 400 mm, a w Chaco – od 700-1 000 mm. Minimalne roczne wartości na zachodnim skraju Chaco to 450 mm. W Chaco pora opadów przypada na miesiące letnie, w dolinie rzeki Paragwaj na miesiące zimowe, a we wschodnim Paragwaju deszcze padają w ciągu całego roku. W porze suchej zdarzają się opady cyklonalne.

## Wody
Terytorium Paragwaju należy do zlewiska Oceanu Atlantyckiego, a gęsta sieć rzek stanowi zlewnię rzeki Parany. Główne rzeki: Paragwaj, Parana i Pilcomayo są na długich odcinkach granicami państwowymi. Długość rzeki Paragwaj na terytorium republiki wynosi 1280 km (ogólna długość 2200 km), a Parany 800 km (ogólna długość 4700 km). Pilcomayo (1800 km) jest jedyną rzeką andyjską, która dopływa do rzeki Paragwaj. W dolnym biegu, w porze suchej, jej głębokość czasami nie przekracza 20 cm, za to w porze deszczowej dochodzi do 9 m. W zachodniej części Chaco występuje wiele źródeł warstwowych, powstałych wskutek zmniejszającej się miąższości warstw wodonośnych. Dają one początek licznym małym rzekom, które poza Rio Verde nie dochodzą jednak do rzeki Paragwaj, lecz giną po drodze w jeziorach i bagnach. Rzeki o takich samych źródłach, lecz położone bliżej rzeki Paragwaj, osiągają jej bieg (np. San Carlos, Rio Confuso).
Mimo że Paragwaj nie ma dostępu do morza, żeglowne rzeki przepływają przez jego terytorium bądź stanowią jego granice. Rzeka Paragwaj dzieli kraj na dwa regiony o odmiennym charakterze (część wschodnią, wyżynną – Paraguay Oriental, zw. Paraneña i zachodnią, równinną – Paraguay Occidental, zw. Chaco), które charakteryzuje niewielki spadek w kierunku zabagnionej doliny rzeki, i które są przez nią odwadniane.
W Paragwaju znajdują się tylko dwa stałe jeziora. Większe – Ypoá, łączy się z Laguną Verá i zasila w wodę bagniste obszary Ñeembucú. Drugie jezioro Ypacaraí i leżące nad nim miasto San Bernandino są ważnymi miejscami turystycznymi.

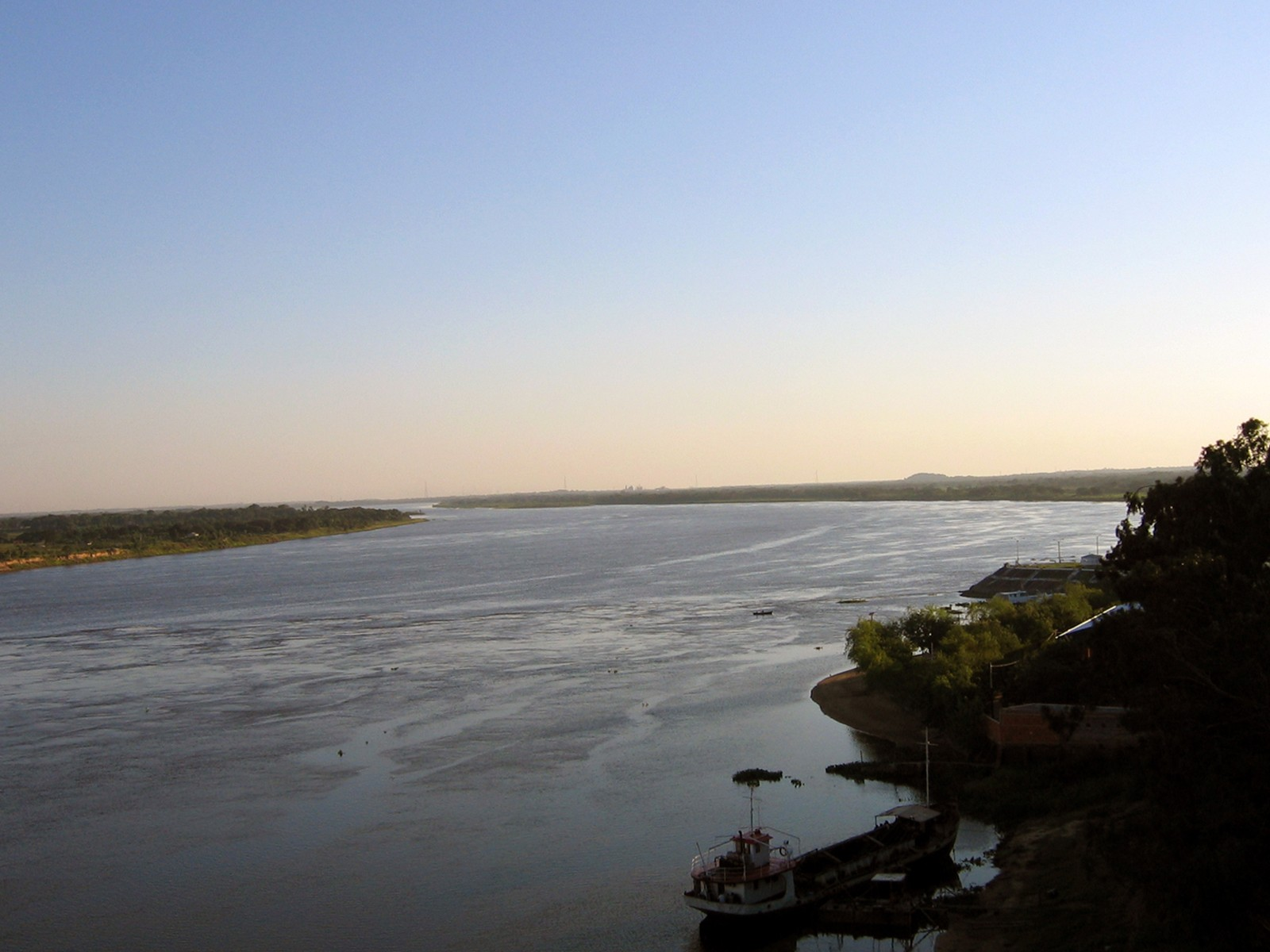
Rzeka Paragwaj

## Gleby
Obszary leżące na zachód od rzeki Paragwaj tereny pokrywają suche gleby czerwono cynamonowe – arkisole. W dolinach rzek występują tropikalne gleby bagienne i laterytowe gleby bagienne – ferrasole. W regionie wschodnim dominująca formacją glebową są czerwone i czarne gleby hydromorficzne, a na rozległych równinach aluwialnych – fluwisole.

## Flora
Szata roślinna jest dość dobrze zachowana, lasy zajmują ponad 40% powierzchni kraju. Na wschodzie kraju rosną wiecznie zielone lasy podzwrotnikowe wilgotne, występuje tam wiele gatunków cennych drzew. Charakterystycznymi roślinami są arakurie i ostrokrzew paragwajski. Najwilgotniejsze lasy rosną w północno-wschodniej części kraju. We wschodnim regionie rosną widne, suche lasy zwane chaco, które składają się z kolczastych zarośli i drzew. Do drzew należą m.in. wierzbowce białe i czerwone oraz kebraczo. Między strefami leśnymi, wzdłuż rzeki Paragwaj rozciągają się sawanny, a w pasie nadbrzeżnym – bagniste tereny typu pantanal. W północno-zachodnim regionie kraju rosną suche sawanny z udziałem kaktusa. W Chaco lokalnie występują stepy.

## Fauna
Fauna na większości terenów należy do krainy chilijsko-patagońskiej, a północno-wschodnia część kraju to kraina gujańsko-brazylijska. Świat zwierząt jest dobrze zachowany. W Chaco żyją jaguary, które żyją także we wschodnim regionie. Liczne są gryzonie m.in. wiskacze, jelenie pampasowe i pancerniki. Największym gryzoniem jest typowym dla Ameryki Południowej – kapibara. Występuje wiele gatunków endemicznych, szczególnie w przypadku płazów oraz ryb. W wodach rzecznych żyją mięsożerne piranie, które są powszechnym gatunkiem ryb. Nad wodami występują także krokodyle i boa dusiciele. W lasach krainy gujańsko-brazylijskiej do spotykanych gatunków należą pekari, różne gatunki mrówek, jadowitych węży i pająków – czyli zwierząt typowych dla wilgotnych lasów.